# Henri Jacques-Félix
Henri Jacques-Félix ( 1907-2008) fue un botánico y explorador francés. Trabajó extensamente en la flora de África, en el Laboratorio de Fanerógamas, del Museo Nacional de Historia Natural de Francia, en París.

## Algunas publicaciones
- henri jacques-Félix. 1945.  Une réserve botanique à prévoir au Cameroun: le Sommet des Monts Bambutos. Bulletin National d'Histoire Naturelle, 1945, 17 (6), p. 506-513
- --------, h. Rabechault. 1949. Research on the fibres of some African Urticaceae. Nº 2 de Translation - Univ. of British Columbia, Faculty of Forestry, 2 pp.
- --------. 1977. La graine et l'embryon chez les Memecylon (Mélastomatacées) africains. Adansonia, sér. 2 17:193–200
- --------. 1978a. Les subdivisions du genre Memecylon (Melastomataceae) en Afrique. Adansonia, sér. 2 17:415–424
- --------. 1978b. Les genres de Memecyleae (Melastomataceae) en Afrique, Madagascar et Mascareignes. Adansonia, sér. 2 18:221–235
- --------, j.a. Mouton, m. Chalopin. 1978c. Nervation et types foliares chez les Memecylon (Melast.) africains. Adansonia, sér. 2 18:67–81
- t.a. Rao, henri jacques-Félix. 1978d. Les types de sclérites foliaires et la classification des Memecylon africains. Adansonia, ser. 2 18:59–66
- --------. 1984 [1985a]. Les Memecyleae (Melastomataceae) de Madagascar (1.ª parte). Bulletin du Muséum national d'Histoire naturelle, Paris, sér. 4, sect. B (Adansonia) 6:383–451
- --------. 1985b. Les Memecyleae (Melastomataceae) de Madagascar (2.ª parte). Bulletin du Muséum national d'Histoire naturelle, Paris, sér. 4, sect. B (Adansonia) 7:3–58
- --------. 1994 [1995]. Histoire des Melastomataceae d'Afrique. Bulletin du Muséum national d'Histoire naturelle, Paris, sér. 4, sect. B (Adansonia) 16:235–311
- --------; j.a. Mouton. 1980. Identification des Memecyleae (Melastomataceae) de l'Ouest-Africain d'après leurs caractères végétatifs. Bulletin du Muséum national d'Histoire naturelle, Paris, sér. 4, sect. B 2:13–19

### Libros
- --------. 1947.  La Vie et la mort du lac Tchad: rapports avec l'agriculture et l'élevage. Nogent-sur-Marne, Seine: Vendu par la Régie des recettes de la Section technique d'agriculture tropicale. 96 pp.
- ----. 1950.  Géographie des dénudations et dégradations du sol au Cameroun: conditions physiques et humaines. París: impr. de Jouve. Ministère de la France d'Outre-mer. Direction de l'agriculture, de l'élevage et des forêts. Section technique d'agriculture tropicale 96 pp.
- --------. 1954. Contributions à l'étude du caféier en Côte d'Ivoire: travaux du... Editor Centre de recherches agronomiques de Bingerville. 495 pp.
- --------. 1955.  Icones plantarum africanarum: Fascicule 3. N° 49 [-72]... Mélastomatacées (texto y diseño de H. Jacques-Félix). Dakar: I. F. A. N. (Grande impr. africaine). Institut français d'Afrique noire.
- --------. 1962a.  Les graminées (Poaceae) d'Afrique tropicale. París, Institut de recherches agronomiques tropicales et des cultures vivrières
- --------, g. Mangenot. 1962b.  Les Graminées. 1, Généralités, classification, description des genres. París: Institut de recherches agronomiques tropicales et des cultures vivrières
- --------, --------. 1962c. Les Graminées Ponceae d'Afrique tropicale. Volumen 8 de Institut de recherches agronomiques tropicales et des cultures vivriéres. Bulletin scientifique. 345 pp.
- --------. 1963. Contribution de René Caillié à l'ethnobotanique africaine: au cours de ses voyages en Mauritanie et à Tombouctou, 1819-1828. Editor J. d'agriculture tropicale et de botanique appliquée, 172 pp.
- --------. 1968.  Le Café. París: Presses universitaires de France. 128 pp.
- a. Aubréville, j.-f. Leroy, h. jacques-Félix. 1970.  Flore du Cameroun.... 10, Ombellales. París: Muséum national d'histoire naturelle, Laboratoire de phanérogamie. 108 pp.
- --------. 1983.  Mélastomatacées. Ed. Yaoundé, Cameroun: Délégation générale à la recherche scientifique et technique. 193 pp.

## Honores

### Epónimos
Género
- (Poaceae) Jacquesfelixia Phipps[3]

- La abreviatura «Jacq.-Fél.» se emplea para indicar a Henri Jacques-Félix como autoridad en la descripción y clasificación científica de los vegetales.[4]